# Bracon aculeatus
Bracon aculeatus är en stekelart som först beskrevs av Niezabitowski 1910.  Bracon aculeatus ingår i släktet Bracon och familjen bracksteklar. Inga underarter finns listade.